# Der Vegetarier. Zeitschrift für ethische Lebensgestaltung, Vegetarismus und Lebensreform
Der Vegetarier. Zeitschrift für ethische Lebensgestaltung, Vegetarismus und Lebensreform war eine  vom Verein Vegetarier-Bund Deutschland, Bund für Lebenserneuerung herausgegebene Zeitschrift mit dem Schwerpunkt Vegetarismus und ethische Lebensführung im Sinne der Lebensreform-Bewegung. Das in Bad Bevensen herausgegebene Blatt wurde durch den Unternehmer Geo Hiller initiiert und erschien von 1956 bis 1998.